# المريعية (دير الزور)

## تاريخها
لمحة عن نظالها ضد الاستعمار الفرنسي: 
كانت بداية قوافل الشهداء أثناء الثورة ضد الاحتلال الفرنسي وكان من زمرة الشهداء في هذه الفترة "هبل المطر" واستشهد عام 1922، "عبد القادر القاطي" 1922، "خلف كرين الرمان "1922، ومنهم من شارك في المعارك ضد الاحتلال الصهيوني في فلسطين الشهيد "محمد البلال" والشهيد "حمادي حشر العواد" 1948، والشهداء الذين شاركوا في حرب تشرين التحريرية عام 1973 "عطية عبود العرسان"، و"حجي العسكر"، و"رشيد خلف الفرج"، و"عطية النامس "،الطيار علي الابراهيم ومن الذين كان لهم شرف المشاركة في رد العدوان الإسرائيلي عن أهلنا في لبنان عام 1982 "حمدو أحمد الحميد"، و"نوري عواد الشاظي"، و"علي حجي المسعود"، و1983 الشهيد "خليل أحمد العاصي»

## تسميتها
ويعود سبب تسمية القرية بهذا الاسم نسبة إلى الجد الأول الذي سكنها وكان يدعى «مرعي» وتصغير لهذا الاسم «مريعي»، وهكذا أصبح يطلق عليها «المريعية». 

## مختارها
مختار قرية المريعية هو الشيخ فوزي الهندي ابن الشيخ عايد الهندي وجده الشيخ محمد الهندي المشهود له من قبل عشائر دير الزور بكرمه وحكمته ومكانته بين شيوخ عشائر دير الزور 